# Cristina pteronia
Cristina pteronia is een hooiwagen uit de familie echte hooiwagens (Phalangiidae).